# Sarah Campion
Sarah Campion (* 10. Mai 1983 in Chester als Sarah Kippax) ist eine ehemalige englische Squashspielerin.

## Karriere
Sarah Campion war ab 2001 als professionelle Spielerin auf der WSA World Tour aktiv und gewann zehn Titel. Ihre beste Platzierung in der Weltrangliste erreichte sie im November 2011 mit Rang 15. Mit der englischen Nationalmannschaft wurde sie 2010 und 2012 Vize-Weltmeister, darüber hinaus wurde sie zweimal Europameister mit der Mannschaft. Im Jahr 2008 erreichte sie in Bratislava das Endspiel der Europameisterschaft im Einzel, unterlag jedoch ihrer Finalgegnerin Isabelle Stoehr mit 11:5, 6:11, 7:11 und 4:11.
Sarah Campion ist mit David Campion verheiratet, der gleichzeitig ihr Trainer ist. Die beiden sind seit Oktober 2015 Eltern einer Tochter. Zuvor hatte sie ihre Karriere beendet. Nach ihrer Elternpause trat sie noch vereinzelt, unter ihrem neuen Namen, zu Turnieren an.

## Erfolge
- Vizeweltmeister mit der Mannschaft: 2010, 2012
- Vizeeuropameister: 2008
- Europameister mit der Mannschaft: 2011, 2012
- Gewonnene WSA-Titel: 10